# 요 (영광)
요(堯, ? ~ ?)는 전한 후기의 관료이다. '요'는 이름자로, 성씨는 알 수 없다. 왕선겸(王先謙)은 하후요(夏侯堯)로 추정하였다.

## 생애
영광 원년(기원전 43), 대사농에 임명되었다. 원연 연간에 같은 이름의 인물이 역시 대사농에 취임한 것이 확인되는데(요), 왕선겸은 본 문서의 요, 즉 하후요가 재취임한 것이라고 주장하였다.

## 출전
- 반고, 《한서》 권19하 백관공경표(百官公卿表) 下 · 권75 수양하후경익이전(眭兩夏侯京翼李傳)

| 전임 충랑 | 전한의 대사농 기원전 43년 ~ 기원전 42년? | 후임 비조 |